# Carrick-a-Rede
Carrick-a-Rede (auch Carrick-a-Rade oder Carrickarade, irisch Carraig an Ráid) ist eine Insel in Nordirland. Sie befindet sich vor der Küste des County Antrim zwischen Ballycastle und Ballintoy. Die durch eine Hängebrücke mit dem Festland verbundene Insel ist unbewohnt. 

## Name
Der Name der Insel bedeutet: „Fels im Weg“ und bezieht sich darauf, dass diese kleine Felsinsel genau im Weg der Lachse zu ihren Laichplätzen liegt. Die Lachse schwimmen um die Insel herum und sind so leicht mit einem Netz zu fangen. Auch die vielen Seevögel auf der Insel finden so leichte Nahrung.

## Die Brücke und der Tourismus
Es handelt sich um eine schmale Hängebrücke für Fußgänger, die eine Meerenge von 20 Metern in einer Höhe von 30 Metern überspannt. Der Fußweg zur Brücke dauert 15 Minuten und führt über einen teilweise recht steilen Pfad. Eine Brücke gibt es schon seit rund 350 Jahren. Sie wurde ursprünglich von Fischern errichtet, die seit 400 Jahren von der Insel aus mit einem Netz Lachse fingen. Da der Seegang um die Insel eine Bootsüberfahrt häufig verhinderte, griffen die Fischer zu dieser Lösung. Ursprünglich wurde die Brücke nur für die Lachssaison von Juni bis August gespannt.
In den 1970er Jahren war eine einfache Hängebrücke mit einseitigem Handlauf und weit auseinander liegenden Holztritten in Gebrauch. Obwohl die Brücke häufig starkem Wind ausgesetzt ist und entsprechend schwankt, soll noch nie jemand verunglückt sein. Da es früher häufiger vorkam, dass Touristen sich von der Insel nicht mehr über die Brücke zurück wagten und mit Booten abgeholt werden mussten, wurde eine stabilere Brücke mit beidseitigem Handlauf und seitlichen Netzen gezogen. Die Brücke ist vorrangig eine Touristenattraktion und wird von März bis November geöffnet. Der Fischfang spielt nur noch eine untergeordnete Rolle. 2008 wurde eine neue Brücke aus Stahlseil und Douglasienholz errichtet. Die Brücke ist im Besitz des National Trust und für die Benutzung der Brücke wird eine Gebühr verlangt.
2019 wurde Carrick-a-Rede von rund 486.000 Personen besucht. 2024 betrug die Besucherzahl etwa 183.000 Personen. Von der Insel hat man eine hervorragende Aussicht auf die Felsküste Antrims und auf Rathlin Island. Bei guter Sicht ist auch Schottland zu sehen.

## Der Fischfang

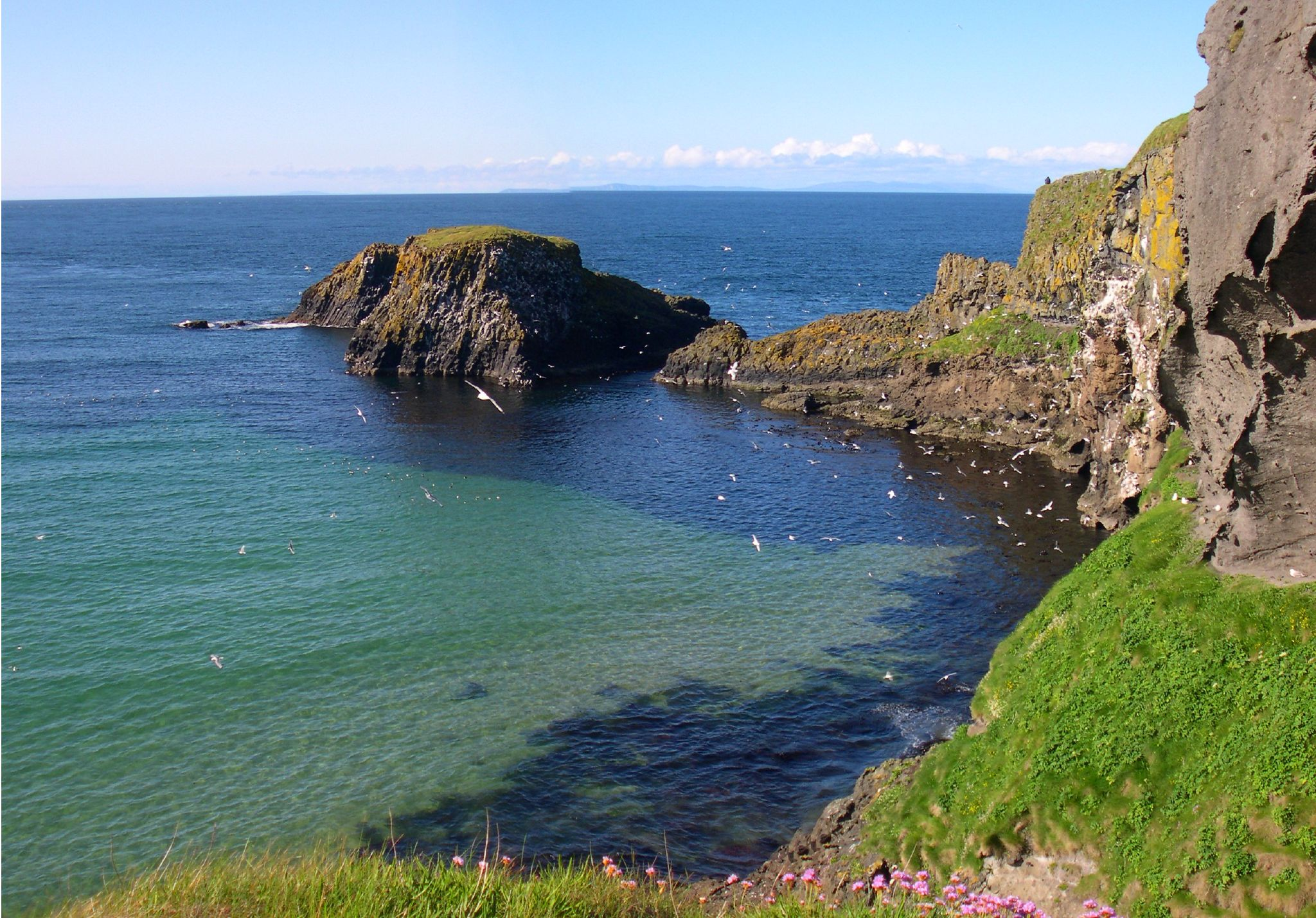
Vögel an den Felsen der Insel

Auf der Insel befinden sich eine kleine Hütte und eine Seilwinde für die Lachsnetze. Die Fangmengen sind stark rückläufig. 1960 wurden noch 300 Fische pro Tag gefangen, 2002 waren es noch 300 in der gesamten Saison. Ursprünglich war der Lachsfang in der Saison die wichtigste Einnahmequelle. Dies wurde durch die Einnahmen von den Touristen ersetzt.

## Die Fauna
Die Insel und die gegenüberliegende Steilküste bieten Kolonien verschiedener Seevögel, die an und auf den Felsen nisten, einen Lebensraum. Es finden sich Papageitaucher, Eiderenten, Sturmvögel, Kittywakes, Lummen und Tordalke. Die markierten Wege dürfen deshalb nicht verlassen werden und Hunde sind nicht gestattet.
In der Nähe liegen Sheep Island und Rathlin Island.